# Terminus Mountain
Terminus Mountain är ett berg i Antarktis. Det ligger i Östantarktis. Nya Zeeland gör anspråk på området. Toppen på Terminus Mountain är 800 meter över havet.
Terrängen runt Terminus Mountain är huvudsakligen kuperad, men åt sydost är den bergig. Trakten är obefolkad. Det finns inga samhällen i närheten. 